# Sinovodî, Derajnea
Sinovodî (în ucraineană Сіноводи) este un sat în comuna Kalna din raionul Derajnea, regiunea Hmelnîțkîi, Ucraina.

## Demografie
Componența lingvistică a localității Sinovodî
     Ucraineană (100%)
Conform recensământului din 2001, toată populația localității Sinovodî era vorbitoare de ucraineană (100%).